# Alexander Duff, III conte di Fife
Alexander Duff, III conte di Fife (18 aprile 1731 – Banff, 17 aprile 1811), è stato un nobile scozzese.

## Biografia
Era il figlio di William Duff, I conte di Fife, e di sua moglie, Jean Grant.

## Matrimonio
Sposò, il 17 agosto 1775, Mary Skene, figlia di George Skene, XVIII di Skene. Ebbero sei figli:
- James Duff, IV conte di Fife (6 ottobre 1776-9 marzo 1857);
- Alexander Duff (1778-21 marzo 1851);
- Lady Jane Duff (?-22 maggio 1850), sposò Alexander Tayler, non ebbero figli;
- Lady Anne Duff (?-24 gennaio 1829), sposò Richard Duff, non ebbero figli;
- Lady Sarah Duff (?-1811), sposò Daniel Collyer, non ebbero figli;
- Lady Mary Duff.

## Morte
Morì il 17 aprile 1811 a Duff House.
| Controllo di autorità | VIAF (EN) 76218317 · LCCN (EN) nr96042725 |